# M119 (гаубиця)
M119 — легка буксирована 105-мм гаубиця, що використовується армією Сполучених Штатів Америки. M119 — це ліцензійна версія британської легкої гармати L119.
Буксирування здійснюється зазвичай за допомогою військового позашляховика M1097 або M1152 (HMMWV). Транспортування повітрям здійснюється на зовнішній підвісці гелікоптерів UH-60 (одна) і CH-47 (дві), а також є можливість десантування парашутним способом. 

## Виробництво

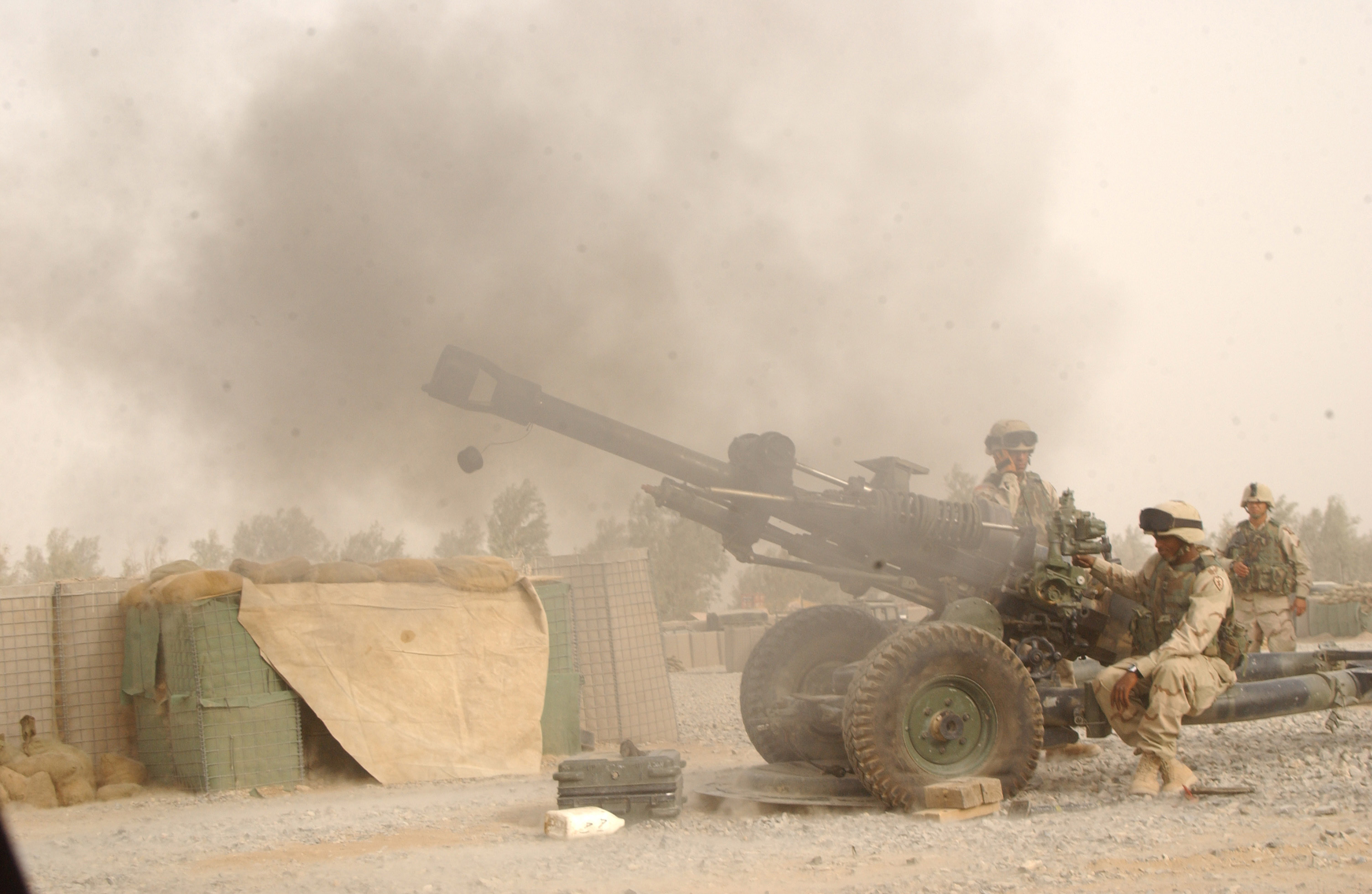
Гаубиця M119 на навчаннях, проведених поблизу аеродрому Кандагар, Афганістан, 17 вересня 2004 р.

Гаубиця була розроблена та виготовлена Британськими Королівськими артилерійськими заводами як легка гармата L118. У конфігурації L118 105 мм боєприпаси мають окремий заряд боєприпасів (а не напівфіксований снаряд і метальний заряд, як іноді зазначається). L118 надійшла на озброєння британської армії в 1976 році і використовується парашутними і польовими артилерійськими полками. Вона брала участь у боях під час Фолклендської війни, коли 30 гармат вистрілювали до 400 пострілів на гармату щоденно, здебільшого з «супер зарядом» — тобто, найпотужнішим метальним зарядом. Гаубиця L119 — це L118, змінена для стрільби 105-мм артилерійськими боєприпасами стандарту НАТО.
У 1987 році була досягнута угода про виробництво в США L119 за ліцензією під назвою M119, щоб замінити гаубицю M102. Гаубиця надійшла на озброєння 7-ї піхотної дивізії у Форт-Орді у штаті Каліфорнія, у грудні 1989 року. M119A1 була вдосконалена, розширивши її нижню границю температурного діапазону з -30С до -45С, що покращило як ремонтопридатність, так і надійність. Армія поновила контракти на виготовлення M119 у Рок-Алендському арсеналі — Joint Manufacturing & Technology Center (RIA-JMTC) в Рок-Айленді, штат Іллінойс, до 2013 року. Збірка гармати M20A1 для M119 вироблялась для армії США в арсеналі Вотервліт.
На даний момент M119 перебуває у складі всіх  бригад регулярної армії та Національної гвардії Армії США, включаючи ті, що входять до складу 10-ї гірської, 82-ї повітрянодесантної та 101-ї повітрянодесантних дивізій, а також 173-ї повітряно-десантної бригади. Інші підрозділи можуть мати змішаний склад у тактичних групах бронетанкових, Stryker і піхотних бригад, причому танкові підрозділи мають M109A6s Paladins, а механізовані (зі Stryker) мають гаубиці M777 у артилерійських батальйонах. Наприклад, дві з чотирьох піхотних бригадних тактичних груп мають M119 у 25-й піхотній дивізії. Батальйони легкої польової артилерії Національної гвардії Армії США, призначені до піхотних бригадних тактичних груп, також мають M119, наприклад, 86-й IBCT (гірський) зі штаб-квартирою у Вермонті. Гаубиці парашутують під час повітряно-десантних операцій і підвішують на стропах під гелікоптерами CH-47 Chinook або UH-60 Black Hawk під час повітряно-штурмових операцій.

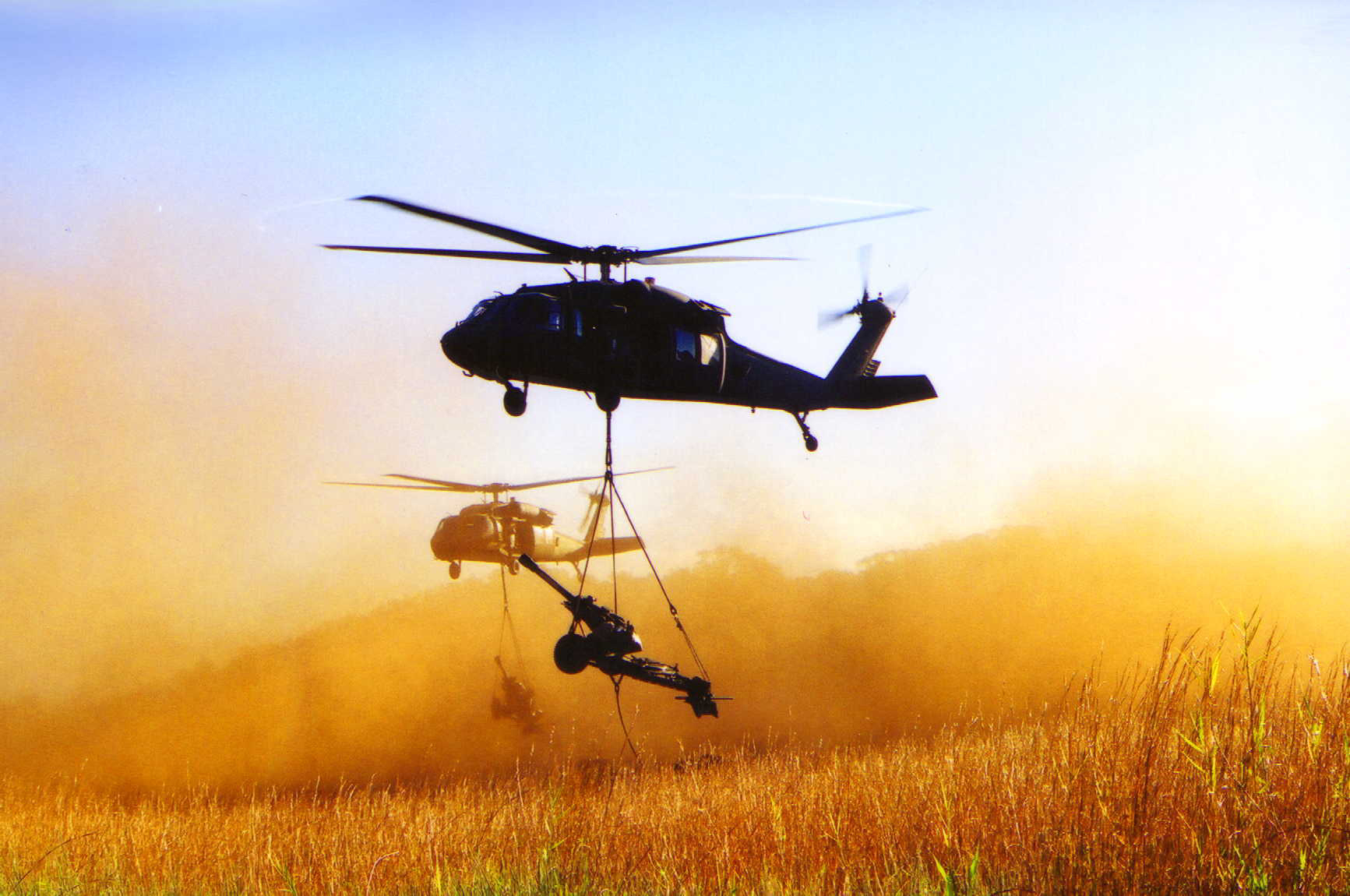
M119, завантажений на стропах UH-60 Blackhawk

У квітні 2009 року 4-та піхотна тактична бригадна група 3-ї піхотної дивізії використовувала гаубиці M119A2, щоб забезпечити кращу підтримку в операціях в Афганістані та Іраку. Це була єдина бригада в дивізії, оснащена M119A2, оскільки інши три групи були танковими тактичними бригадними групами і, отже, оснащені M109A6 Paladin.

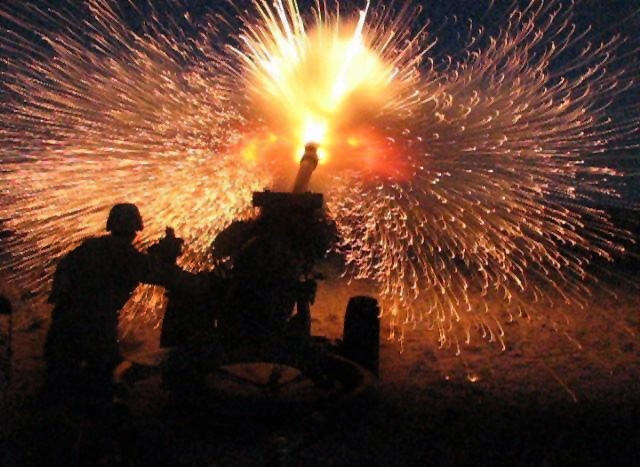
105-мм гаубиця обстрілює батарея 2-218-ї польової артилерії штату Орегон

Батарея «Альфа» 1-го батальйону 320-го полку польової артилерії 101-ї повітряно-десантної дивізії отримала свої перші модернізовані гаубиці M119A3 у липні 2013 року і стала першим підрозділом, який застосовував їх в бою, коли вони були розгорнуті на північному сході Афганістану на початку лютого 2014 року. Оновлення M119A3 включає оновлення програмного та апаратного забезпечення, GPS для навігації, цифровий дисплей навідника та цифровий зв'язок між кожною гарматою та центром керування вогнем для прискорення процесу отримання даних та стрільби. Вогневі взводи також були оснащені більшими гаубицями M777A2 з цифровим управлінням, а M119A3 викликала більше захоплення за її швидкість, легкість в операціях та на ній легше змінювати азимут вогню. Модель A3 зберігає ручні можливості моделі A2, тому у випадку коли електроніка не працює, можна продовжити виконання своїх завдань в аналоговому режимі.
Керівник проєкту з буксируваних артилерійських систем (PM TAS) розробив кілька оновлень для M119A3, включаючи цифрове керування вогнем, збільшення низькотемпературної здатності з −25 до −51 °F (−32 до −46 °C) і казенник M20. Система віддачі також оновлюється, оскільки застаріла система мала проблеми з надійністю з рекуператором, буфером і змінною системою віддачі (яка встановлює довжину віддачі на основі висоти); у ньому було багато рухомих частин, які потребували постійного обслуговування та регулювання під час роботи з високими темпами заміни запчастин, які складні у виготовленні та потребують спеціалізованого інструменту для складання, що збільшує витрати та спричиняє проблеми з доступністю. Перероблена система працює так само, але удосконалює та спрощує деякі компоненти, включаючи новий буфер і рекуператор з вилученою більшістю компонентів, а також додає систему блокування підвіски (SLOS), яка фіксує довжину віддачі на рівні 64 см, та усуває механизм змінної віддачі, зменшує навантаження на каретку та зменшує зусилля буферної штанги; нова система зменшує вартість, система складається з 124 деталей, і редизайн зменшить це число на 40 відсотків до 75 деталей, а повторне використання 47 деталей буде складатися з 65 відсотків для поточної системи, тому потрібно буде виготовити лише 28 нових деталей із загальною вагою. Це дає економію 20 кг.

## Бойове застосування

### Російсько-українська війна
З липня місяця 2022 року використовується збройними силами України для відбиття російської агресії.

## Боєприпаси

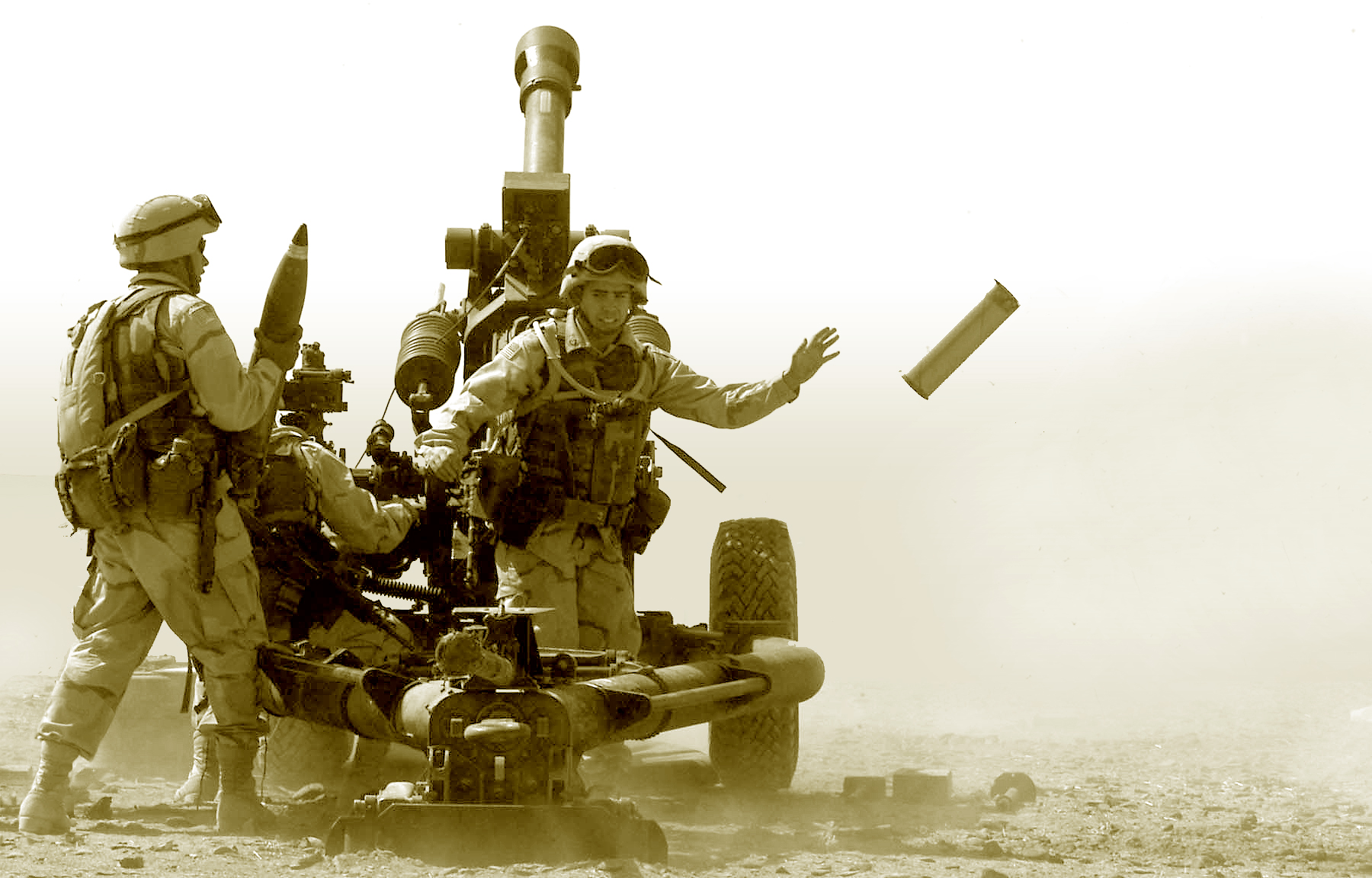
M119 під час війни в Іраку

M119A1 стріляє всіма стандартними напівфіксованими боєприпасами НАТО, а також спеціальними реактивними снарядами, включаючи:
- Вибухова речовина М1
- M314 підсвічування
- M60/M60A2 дим
- Дальність дії M913 HERA : 12,11 миль (19,5 км)
- Дальність дії M760 HE : 7,15 миль (11,5 км)
- Дальність дії M1130A1 HE PFF BB : 10,6 миль (17 км)[6]
- M915 DPICM

## Варіанти
- M119 : оригінальна копія L119

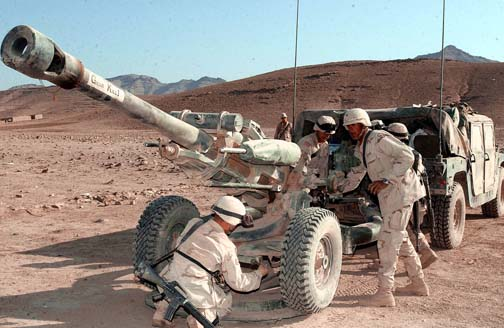
Солдати 3-го батальйону 7-го полку польової артилерії 25-ї піхотної дивізії (легка) розташовують гаубицю M119A1 поблизу передової оперативної бази Кобра, Афганістан, 23 жовтня 2004 року.

  - M119A1 : незначні вдосконалення, включаючи управління вогнем та технічне обслуговування
  - M119A2 : покращений приціл, що складається з телескопа (M90A3) або панорамного телескопа (M137A2)
  - M119A3 : модернізована версія з цифровою системою керування вогнем та інерціальною навігаційною системою для самостійного визначення місцезнаходження, надійшла на озброєння в квітні 2013 року з батареєю 3/319 польової артилерії у Форт-Брегг, Північна Кароліна[7][8][9]

## Оператори

### Україна
19 серпня 2022 року Президент Сполучених Штатів Джо Байден підписав новий, вже 19-й, пакет допомоги для надання Україні додаткового озброєння та військової техніки. Серед іншого, до нього увійшли 16 105-мм гаубиць M119 і 36000 артилерійських снарядів до них.
8 вересня 2022 р. Пентагон оприлюднив пакет допомоги для ЗСУ, в який входять додаткові чотири гаубиці зі 105-мм калібром (ймовірно M119)
4 жовтня 2022 р. опубліковано черговий пакет підтримки українського війська від США. У пакет підтримки на суму $625 млн входять 16 причіпних гаубиць калібром 105 мм (ймовірно M119)
6 січня 2023 Міністерство оборони США розкрило вміст списку нового пакету оборонної допомоги Україні розміром 3,075 мільярда доларів, до якого входять також 36 причіпних гаубиць калібром 105 мм (ймовірно M119)